# Paolo Di Lorenzo
Paolo Di Lorenzo, all'anagrafe Paolo Massimiliano Di Lorenzo (Roma, 22 gennaio 1966), è un giornalista e conduttore televisivo italiano.

## Biografia
Nato a Roma da padre ferroviere e madre maestra elementare, Paolo Di Lorenzo è da sempre residente a Rieti, dove da giovanissimo ha iniziato a scrivere articoli nelle testate giornalistiche locali. Si è laureato in economia e commercio, presso l'Università degli Studi di Roma "La Sapienza". All'età di diciassette anni, appassionato di radio, così ha iniziato a lavorare come speaker radiofonico in tante emittenti private. All'età di ventidue anni ha lavorato per la radio della Rai, Rai Stereo Uno, Rai Stero Due, Radio Due Time sempre a Rai Radio.
Dopo la laurea, ha frequentato diversi master di specializzazione in tutta Italia per diventare giornalista. Ha collaborato con Paese Sera, Il Messaggero, Il Tempo e GBR, così nel 1994, dopo essersi iscritto all'albo dei giornalisti, è diventato giornalista-pubblicista. Nel 2005 è iniziato il primo contratto per Mediaset (cronaca del TG5), mentre nel 2008 ha sostenuto l'esame di Stato e dopo averlo superato è diventato giornalista professionista. Nel 2014 è stato assunto nella redazione del TG5 di Roma, sotto la direzione di Clemente Mimun, dove ha iniziato a lavorare per la redazione politica ed economica. Dal 2014 al 2016 ha condotto il TG5 Minuti andata in onda su Canale 5 tra le 17:50 e le 18:00, dal 2016 al 2018 ha condotto l'edizione della notte del TG5, dal 2018 conduce il TG5 Prima Pagina, mentre dal 2022 insieme a quest'ultima edizione conduce anche l'edizione delle 8:00 del TG5 e oltre a condurre il telegiornale ricopre anche il ruolo di inviato.

## Vita privata
Paolo Di Lorenzo è sposato con Elisa, giornalista e docente di lettere, ed ha due figli che si chiamano Lucrezia e Giosuè.

## Programmi televisivi
- TG5 Minuti (Canale 5, 2014-2016)
- TG5 Notte (Canale 5, 2016-2018)
- TG5 Prima Pagina (Canale 5, dal 2018)
- TG5 (Canale 5, dal 2022)

## Redazioni
- Rai Radio
- TG5 (Canale 5)